# Oscar Heisserer
Oscar Heisserer (Schirrhein, Imperio Alemán, 18 de julio de 1914-Estrasburgo, Francia, 7 de octubre de 2004) fue un futbolista francés que se desempeñaba como mediocampista.
Jugó para la selección de fútbol de Francia en la Copa Mundial de Fútbol de 1938, donde marcó un gol. Además fue entrenador, dirigiendo cuatro equipos durante su carrera.

## Equipos

### Como jugador
| Equipo                         | País                | Años                | PJ  | Goles |
| ------------------------------ | ------------------- | ------------------- | --- | ----- |
| RC Estrasburgo                 | Francia             | 1934-1938           | 82  | 32    |
| RC Paris                       | Francia             | 1938-1945           | 60  | 25    |
| RC Estrasburgo                 | Francia             | 1945-1949           | 98  | 29    |
| Lyon olympique universitaire   | Francia             | 1949–1950           | 1   | 1     |
| Olympique de Lyon              | Francia             | 1950–1952           | 2   | 1     |
| Selección de fútbol de Francia | Francia             | 1936–1948           | 25  | 8     |
| Total en su carrera            | Total en su carrera | Total en su carrera | 268 | 96    |

### Como entrenador
| Equipo                       | País    | Años      |
| ---------------------------- | ------- | --------- |
| Lyon olympique universitaire | Francia | 1949-1950 |
| Olympique de Lyon            | Francia | 1950–1954 |
| RC Estrasburgo               | Francia | 1955–1956 |
| SR Colmar                    | Francia | ?         |

## Palmarés
| Título  | Club              | Año  |
| ------- | ----------------- | ---- |
| Ligue 2 | Olympique de Lyon | 1951 |